# Otto Hölder
Otto Ludwig Hölder (22 de diciembre de 1859 - 29 de agosto de 1937) fue un matemático nacido en Stuttgart, Alemania. 
Es famoso por muchos teoremas entre los que se incluyen la desigualdad de Hölder, el teorema de Jordan-Hölder, el teorema que dice que todo grupo ordenado lineal que satisface una propiedad arquimediana es isomorfo a un subgrupo del grupo aditivo de los números reales, la clasificación de los grupos simples hasta orden 200, y el teorema de Hölder que implica que la función Gamma no satisface ninguna ecuación diferencial algebraica. Otro concepto importante relacionado con Hölder es la condición de Hölder que se emplea en muchas áreas del Análisis matemático, incluyendo la teoría de ecuaciones diferenciales en derivadas parciales y los espacios de funciones.
En 1877, ingresó en la Universidad de Berlín y se doctoró en la Universidad de Tubinga en 1882. El título de su tesis doctoral fue "Beiträge zur Potentialtheorie". Trabajó en la Universidad de Leipzig desde 1899 hasta su jubilación.
En 1933, Hölder firmó la Declaración de Profesores Alemanes en apoyo a Adolf Hitler.